# زيد بن الدثنة
الصحابي زيد بن الدَّثِنّة الأنصاري البياضي ، شهد بدراً وأحداً ، وآخَى رسولُ الله صَلَّى الله عليه وسلم بينه وبين خالد بن أبي البُكَيْر حليف بني عدي بن كعب.
وقيل أنه رضي الله عنه هو قاتل أمية بن خلف يوم بدر.

## نسبه
زيد بن الدَّثِنة بن معاوية بن عبيد بن عامر بن بياضة بن عامر بن زريق بن عبد حارثة بن مالك بن غضب بن جشم بن الخزرج. الأنصاري الخزرجي البياضي .

## حادثة الرجيع
قتل في مكة بعد أن أسر في حادثة الرجيع : التي كانت إحدى سرايا الرسول صلى الله عليه وسلم بعد معركة أحد (وتسمى سرية مرثد بن أبي مرثد) أرسل فيها عدداً من الصحابة (اختلف هل هم ستة أم عشرة) في صفر في السنة الرابعة من الهجرة 4هـ إلى قبائل عضل والقارة ليفقهوهم في الدين فغدروا بهم عند ماء الرجيع فنادوا حياً قبيلة هذيل (بني لحيان) فهبوا في مئة رجل رامٍ انتقاماً لسيدهم خالد بن سفيان بن نبيح ، فأعطوهم عهداً ان لا يقتلوهم فرفض الصحابة فرموهم بالنبل وكانت نتيجته قتل سبعة من الصحابة إلا ثلاثة قبلوه بعهد هذيل ونزلوا إليهم فلما أرادوا ربطهم قال الثالث هذا أول الغدر وأبى أن يذهب معهم فقتلوه وبقي معهم زيد بن الدثنة وخبيب ررضي الله عنهما.
فباعتهما هذيل إلى مشركي مكة الذين قتل أقرباؤهم يوم بدر وكان الذي اشترى زيداً هو صفوان بن أمية قتله بأبيه أمية بن خلف فأرسل صفوان مولى له يقال له نسطاس (من بني جمح) ليقتله في منطقة يقال لها التنعيم (حتى لا يقتلوهم في الحرم) ، ولما أرادوا قتله قال له أبو سفيان، حين قدم ليُقْتَل: نشدتك اللّه يا زيد ، أتُحِب أن محمدًا عندنا الآن مكانك؛ فنضربَ عنقه وأنك في أهلك؟ فقال: واللّه ما أحب أن محمدًا الآن في مكانه الذي هو فيه تُصِيبه شوكة تؤذيه، وأني جالس في أهلي، فقال أبو سفيان: ما رأيت أحدًا من الناس يحب أحدًا كحب أصحاب محمد محمدًا.

## مقتله
ورد في المعجم الكبير للطبراني :
حدثنا محمد بن عمرو بن خالد الحراني ، حدثني أبي ، ثنا ابن لهيعة ، عن أبي الأسود ، عن عروة ، قال : " كان من شأن خبيب بن عبد الله الأنصاري ، ثم من بني عمرو بن عوف ، وعاصم بن ثابت بن الأفلح بن عمرو بن عوف ، وزيد بن الدثنة الأنصاري ، من بني بياضة ، أن رسول الله - صلى الله عليه وسلم - بعثهم عيونا بمكة ليخبروه خبر قريش ، فسلكوا على النجدية حتى إذا كانوا بالرجيع من نجد ، اعترضت لهم بنو لحيان من هذيل ، فأما عاصم بن ثابت فضارب بسيفه حتى قتل ، وأما خبيب وزيد بن الدثنة [ ص: 260 ] فأصعدا في الجبل ، فلم يستطعهما القوم حتى جعلوا لهما العهود والمواثيق فنزلا إليهم فأوثقوهما رباطا ثم أقبلوا بهما إلى مكة فباعوهما من قريش فأما خبيب فاشتراه عقبة بن الحارث بن نوفل أخو حسين بن الحارث وشركه في ابتياعه معه أبو إهاب بن عزيز بن قيس بن سويد بن ربيعة بن عدس بن عبد الله بن دارم وكان قيس بن سويد بن ربيعة أخا عامر بن نوفل لأمه أمهما بنت نهشل التميمية وعكرمة بن أبي جهل والأخنس بن شرنون بن علاج بن غبرة الثقفي وعبيدة بن حكيم السلمي ثم الذكواني وأمية بن عتبة بن همام بن حنظلة من بني دارم ، وبني الحضرمي وسعية بن عبد الله بن أبي قيس من بني عامر بن لؤي ، وصفوان بن أمية بن خلف بن وهب الجمحي ، فدفعوه إلى عقبة بن الحارث ، فسجنه عنده في دار ، فمكث عنده ما شاء الله أن يمكث ، وكانت امرأة من آل عقبة بن الحارث بن عامر تفتح عنه وتطعمه ، فقال لها : إذا أراد القوم قتلي فآذنيني قبل ذلك ، فلما أرادوا قتله أخبرته ، فقال لها : ابغيني حديدة أستدف بها - أي أحلق عانتي - فدخل ابن المرأة التي كانت تنجده والموسى في يده ، فأخذ بيد الغلام ، فقال : هل أمكن الله منكم ؟ فقالت : ما هذا ظني بك ، ثم ناولها الموسى ، فقال : إنما كنت مازحا ، وخرج به القوم الذين شركوا فيه وخرج معهم أهل مكة وخرجوا معهم بخشبة حتى إذا كانوا بالتنعيم نصبوا تلك الخشبة فصلبوه عليها ، وكان الذي ولي قتله عقبة بن الحارث وكان أبو حسين صغيرا وكان مع القوم ، وإنما قتلوه بالحارث بن عامر وكان قتل يوم بدر كافرا وقال لهم خبيب عند قتله : أطلقوني من الرباط حتى أركع ركعتين فأطلقوه ، فركع ركعتين خفيفتين ، ثم انصرف فقال : لولا أن تظنوا أني جزع من الموت لطولتهما فلذلك خففتهما ، وقال : اللهم إني لا أنظر إلا في وجه عدو ، اللهم إني لا أجد رسولا إلى رسولك ، فبلغه عني السلام ، فجاء جبريل - عليه السلام - إلى رسول الله - صلى الله عليه وسلم - فأخبره ذلك ، وقال خبيب وهم يرفعونه على [ ص: 261 ] الخشبة : اللهم أحصهم عددا ، واقتلهم بددا ، ولا تبق منهم أحدا ، وقتل خبيب بن عدي أبناء المشركين الذين قتلوا يوم بدر ، فلما وضعوا فيه السلاح وهو مصلوب نادوه وناشدوه : أتحب محمدا مكانك ؟ فقال : لا والله العظيم ما أحب أن يفديني بشوكة يشاكها في قدمه ، فضحكوا ، وقال خبيب حين رفعوه على الخشبة :
لقد جمع الأحزاب حولي وألبوا قبائلهم واستجمعوا كل مجمع
وقد جمعوا أبناءهم ونساءهم وقربت من جذع طويل ممنع
إلى الله أشكو غربتي بعد كربتي وما أرصد الأحزاب بي عند مصرعي
فذا العرش صبرني على ما يراد بي فقد بضعوا لحمي وقد يئس مطمعي
وذلك في ذات الإله وإن يشأ يبارك على أوصال شلو ممزع
لعمري ما أحفل إذا مت مسلما على أي حال كان لله مضجعي
وأما زيد بن الدثنة فاشتراه صفوان بن أمية بن خلف فقتله بأبيه أمية بن خلف ، قتله نسطاس مولى بني جمح ، وقتلا بالتنعيم ، فدفن عمرو بن أمية خبيبا ، وقال حسان بن ثابت في شأن خبيب :
ليت خبيبا لم تخنه دمامة     وليت خبيبا كان بالقوم عالما
شراك زهير بن الأغر وجامع     وكانا قديما يركبان المحارما
أجرتم فلما أن أجرتم غدرتم     وكنتم بأكناف الرجيع اللهازما [ ص: 262 ] 